# Dualisme
Dualisme betyder egentlig "tohed" (af latin "duo" (to)), men bruges i betydningen "tohedslære". Dualisme er den opfattelse, at der findes to grundlæggende, klart adskilte modsætninger. Det kan være modsætninger som godt og ondt, Gud og Djævel, evighed og timelighed, ånd og materie, sjæl og legeme, fornuft og følelse, m.m. Udtrykket dualisme bruges inden for filosofi og religion.

## Dualisme inden for filosofi
Inden for filosofi betegner dualisme den opfattelse, at verden er inddelt i to bestemte væsensforskellige dele - to substanser, nemlig ånd og materie.  Dualismen mellem ånd og materie optræder især i forbindelse med sjæl-legeme problemet, idet sjælen bliver opfattet som tilhørende den åndelige substans, mens legemet bliver opfattet som tilhørende den materielle substans. Den franske filosof René Descartes (1596-1650) er en klassisk og indflydelsesrig fortaler for dualismen mellem sjæl og legeme.
Modsætningen til dualisme er monisme, som er den opfattelse, at alle verdens fænomener og processer er udgået fra én substans. Der findes to former for monisme: 1) materialisme og 2) idealisme.  
Materialisme er den opfattelse, at alt er materie, og at alene materielle eller fysiske genstande og deraf afledte virkninger er virkelige. Ifølge materialismen er alt sjæleligt (psykisk) i virkeligheden noget materielt, nemlig kemiske og elektriske processer i hjernen og nervesystemet. Der er således kun én substans: den materielle substans. 
Idealisme er den opfattelse, at virkeligheden egentlig er af åndelig art, og at alt materielt på en eller anden måde er afledt af noget åndeligt eller bevidsthedsmæssigt. Der eksisterer således kun det åndelige eller det bevidsthedsmæssige. Der findes med andre ord kun én substans: den åndelige substans.  
Der findes ofte en overlapning mellem dualisme og idealisme. Et eksempel herpå er Platons skelnen mellem ideverdenen og fænomenverdenen. På den ene side er der tale om en dualisme: Der findes to verdener, som er helt forskellige. Den ene verden er uforanderlig og evig. Den anden verden er foranderlig og forgængelig. På den anden side er der tale om en idealisme: Det er ideverdenen, der er den primære og egentlige verden. Fænomenverdenen er blot en afspejling af eller et billede af ideverdenen. Ideerne er det egentlige grundlag for fænomenerne, siger Platon.
Den ovennævnte form for dualisme kaldes substansdualisme. Derudover findes der den form for dualisme, der kaldes egenskabsdualisme. Det er den filosofiske opfattelse, der siger, at selv om verden kun består af én substans - den materielle substans - så eksisterer der alligevel to forskellige egenskaber i denne substans: fysiske egenskaber og mentale egenskaber. Nogle ikke-fysiske, mentale egenskaber (såsom tanker, fantasi og minder) eksisterer i eller føjer sig naturligt til visse materielle ting (hjerner).

## Dualisme inden for religion
Substansdualismen mellem ånd og materie er udbredt i verdensreligioner som kristendom, islam og hinduisme. Et eksempel er følgende sted i Bibelen: "Derfor bliver vi ikke modløse, for selv om vort ydre menneske går til grunde, fornyes dog vort indre menneske dag for dag. For vore lette trængsler her i tiden bringer os i overmål en evig vægt af herlighed, for vi ser ikke på det synlige, men på det usynlige; det synlige varer jo kun en tid, det usynlige evigt." (Paulus' Andet Brev til Korintherne, kapitel 4,26-18).
Inden for religion er den hyppigste dualisme dog den opfattelse, at der findes to modstridende grundkræfter i tilværelsen: Gud, som er kilden til det gode, og Djævelen, som er kilden til det onde. Tilværelsen opfattes på den baggrund som en kamp mellem godt og ondt, mellem de livsopbyggende og de livsnedbrydende kræfter. Det er menneskets opgave at kæmpe på det godes side, indtil det gode sejrer ved tidernes ende. Denne dualisme findes blandt andet i den traditionelle kristendom og i manikæismen.
I buddhismen er der en dualisme mellem subjekt og objekt. Det uoplyste sind opretholder en skelnen mellem sindet, der sanser, og genstanden, der sanses. Denne skelnen konstituerer den såkaldte samsariske perception. I buddha-tilstanden udviskes denne dualisme. Skellet mellem subjekt og objekt ophæves.